# Phidolopora elongata
Phidolopora elongata är en mossdjursart som först beskrevs av Smitt 1866.  Phidolopora elongata ingår i släktet Phidolopora och familjen Phidoloporidae. Inga underarter finns listade i Catalogue of Life.